# The Black League
The Black League var ett metalband från Finland. Bandet bildades i Uleåborg 1998 av Taneli Jarva, tre år efter att han lämnat det finska bandet Sentenced. Bandet baserades sedan i Helsingborg. The Black Leagues första två fullängdsalbum fortsatte i samma anda som Tanelis arbete med hans tidigare band, dvs. genom att musiken var starkt influerad av klassisk rock 'n' roll. I deras tredje album märks denna influens desto tydligare och tog en viktigare plats i bandets "sound".
The Black League splittrades 2014.

## Medlemmar
Senaste medlemmar
- Taneli Jarva – sång (1998–2014)
- Maike Valanne – gitarr, sång (1998–2014)
- Ilkka Tanska (aka It) – basgitarr (2004–2014)
- Rale Tiiainen (aka The Animal) – trummor (2004–2014)
- Kimmo Hiltunen (aka Heavy) – gitarr (2004–2014)

Tidigare medlemmar
- Alexi Ranta – gitarr (1998–2005)
- Mikko Laurila (aka Florida) – basgitarr (1998–2005)
- Kimmo Luttinen (aka Sir Luttinen) – trummor (1998–2005)

Turnerande medlemmar
- Lene Leinonen – basgitarr (2004)

## Diskografi
Demo
- Demo 98 (1998)

Studioalbum
- Ichor (2000)
- Utopia A.D. (2001)
- Man's Ruin Revisited (2004)
- A Place Called Bad (2005)
- Ghost Brothel (2009)

EP
- Doomsday Sun (2001)

Singlar
- "Cold Women & Warm Beer" (2003)

## Videografi
- Winter Winds Sing (2000)
- Rex Talionis (2002)
- Same Ol' Fuckery (2005)